# 棘突起
棘突起（きょくとっき、羅: Processus spinosus、英: spinous process of vertebra、椎骨棘突起）は、椎骨の後端が隆起し、突出したもの（突起）である。
第二頚椎（軸椎）から仙椎までのすべての椎骨にあるが、第1から第6頚椎の棘突起は、かなりやせている人でないと、外から観察することはできない。
第一頚椎（環椎）には棘突起がなく、かわりに痕跡としての後結節がある。第7頚椎の棘突起は、ひときわ大きく、外からもよく触れるので、隆椎ともいう。

## 東洋医学における棘突起
棘突起とは、もちろん西洋医学の解剖用語であるが、鍼灸術で経穴を取るときの大切な目安になる。手の太陽小腸経の肩外兪穴、足の太陽膀胱経と督脈のおよそ50個の経穴が、椎骨の棘突起をよりどころとして取穴される。
鍼灸術の古典では、頚椎・胸椎などの区別がなく、第1椎・第2椎……とかかれており、現在の標準的な鍼灸の専門書では、第1椎を第1胸椎としているが、古典では、いちばん上の目立つ背骨を第1椎とするとかかれており、これを第7頚椎とするほうが自然である。